# 66 Cancri
66 Cancri (HIP 44307) is een meervoudige ster met drie componenten. De hoofdcomponent (66 Cancri A) is een type A hoofdreeksster in het sterrenbeeld kreeft. De schijnbare magnitude van de ster is 5,89.